# Gaeler
Gaeler (även gäler) är en keltisk folkstam som var etablerad på ön Irland på 400-talet f.Kr. Tusen år senare hade folkgruppen spridit sig till Skottland och Isle of Man. Detta har givit upphov till den språkliga uppsplittringen i tre nutida gaeliska språk – iriska, skotsk gaeliska och manx.

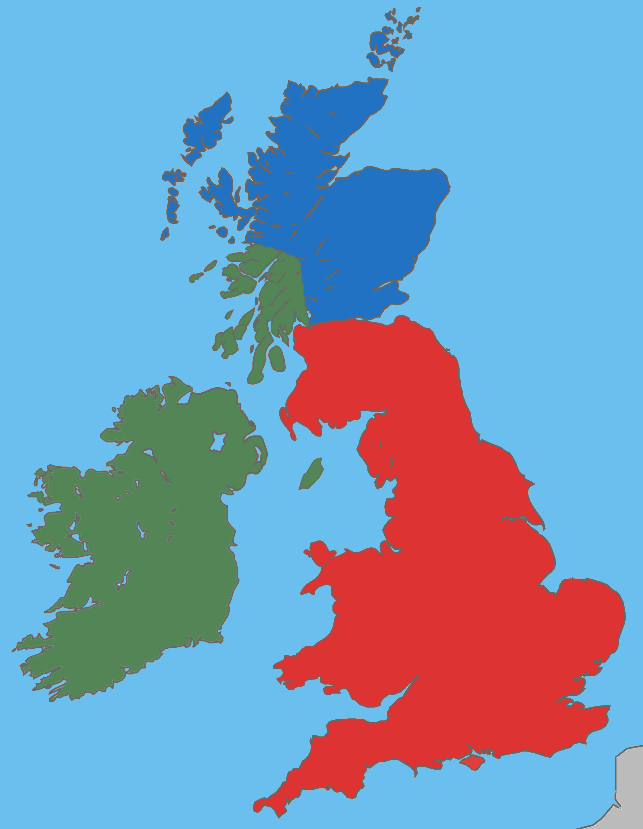
Folk på Brittiska öarna vid slutet av den romerska perioden (kring 400 e.Kr.).
Gäler
Pikter
Britanner

## Namn
Det svenska namnet gaeler (även stavat gäler) motsvaras av engelskans gaels. Namnet kommer från forniriska Goídel/Gaídel och har utvecklats till följande namn på de nutida gaeliska språken:
- iriska: Na Gaeil [n̪ˠə ˈɡeːlʲ]
- skotsk gaeliska: Na Gàidheil [nə ˈkɛːal]
- manx: Ny Gaeil [nə ˈɡeːl]

Orden gaeler och gaelisk associeras idag med människor som talar ett gaeliskt språk eller har en stark kulturell förankring som går tillbaka till gaelerna, oberoende av om de bor på ön Irland, i Skottland, på Isle of Man eller på annat håll. 
På 200-talet e.Kr började romarna använda det latinska namnet scoti om de gaeliska folken, både på ön Irland och ön Storbritannien. Detta är bakgrunden till dagens engelska Scoti eller Scotti och svenskans skoter. Dessa namn används dock främst om den undergrupp av gaeler som bildade Dalriada och som tillsammans med pikterna skapade Alba och Skottland (Se vidare artikeln Skoter (folk)).

## Historia
Enligt det gaeliska nationaleposet Lebor Gabála Érenn ska folket ha sitt ursprung i en egyptisk prinsessa och en skytisk prins. Efter långa folkförflyttningar ska folket ha kommit till ön Irland från Iberiska halvön. 
Arkeologiska och språkliga studier pekar mot en keltisk migration från Centraleuropa via ön Storbritannien senast under 400-talet f.Kr. Det är också möjligt att gaelerna har en mycket längre historia på ön Irland och att de tog till sig det keltiska språket genom kulturell överföring under bronsåldern.
Under Romarrikets tid fanns tre keltiska folk etablerade på de Brittiska öarna – gaeler, pikter och britanner. 
På 300-talet och 400-talet e.Kr. expanderade gaeliska grupper mot nordost. Isle of Man blev gaeliskt. Den gaeliska folkgruppen skoter etablerade kungadömet Dalriada med förankring på västra Skottland. Till en början rådde stridigheter med pikterna i norra och östra Skottland, men på 800-talet enades folken och skapade landet Alba, senare kallat Skottland.